# Union (Misisipi)
Union es un pueblo del Condado de Newton, Misisipi, Estados Unidos. Según el censo de 2000 tenía una población de 2.021 habitantes y una densidad de población de 227.5 hab/km².

## Demografía
Según el censo de 2000, había 2.021 personas, 780 hogares y 509 familias residiendo en la localidad. La densidad de población era de 227,5 hab./km². Había 884 viviendas con una densidad media de 99,5 viviendas/km². El 62,84% de los habitantes eran blancos, el 35,53% afroamericanos, el 0,35% amerindios, el 0,20% asiáticos, el 0,05% de otras razas y el 1,04% pertenecía a dos o más razas. El 0,64% de la población eran hispanos o latinos de cualquier raza.
Según el censo, de los 780 hogares en el 31,8% había menores de 18 años, el 43,1% pertenecía a parejas casadas, el 18,8% tenía a una mujer como cabeza de familia, y el 34,7% no eran familias. El 32,3% de los hogares estaba compuesto por un único individuo, y el 18,1% pertenecía a alguien mayor de 65 años viviendo solo. El tamaño promedio de los hogares era de 2,46 personas y el de las familias de 3,12.
La población estaba distribuida en un 27,2% de habitantes menores de 18 años, un 8,6% entre 18 y 24 años, un 23,1% de 25 a 44, un 19,7% de 45 a 64, y un 21,5% de 65 años o mayores. La media de edad era 38 años. Por cada 100 mujeres había 79,0 hombres. Por cada 100 mujeres de 18 años o más, había 74,0 hombres.
Los ingresos medios por hogar en la localidad eran de 21.696 dólares ($), y los ingresos medios por familia eran 28.542 $. Los hombres tenían unos ingresos medios de 26.667 $ frente a los 17.328 $ para las mujeres. La renta per cápita para la ciudad era de 12.176 $. El 35,2% de la población y el 28,4% de las familias estaban por debajo del umbral de pobreza. El 49,7% de los menores de 18 años y el 37,4% de los habitantes de 65 años o más vivían por debajo del umbral de pobreza.

## Geografía
Según la Oficina del Censo de los Estados Unidos, Union tiene un área total de 8,9 km², todos ellos correspondientes a tierra firme.